# Euskaltegi
Els euskaltegi (pronunciat "euskaltegui") són centres d'ensenyament de la llengua basca orientats, majoritàriament, per a l'ensenyament a adults. Els euskaltegis es troben principalment al País Basc, encara que també n'hi ha en diferents euskal etxeas (centres culturals bascos) distribuïts pel món. Existeixen dos tipus d'euskaltegis depenent de la seva titularitat:
- Euskaltegis públics: dependents d'ajuntaments. Es denominen Udal euskaltegiak i n'existien 44 a Euskadi el 2009.
- Euskaltegis privats: dependents d'organismes o persones privades.

La majoria d'euskaltegis de titularitat privada s'agrupen en federacions, entre les quals destaquen Alfabetatze eta Euskalduntze Koordinakundea (AEK) i Ikastari Kultur Elkartea (IKA).
Aquells euskaltegis on es pot fer estudis en règim d'internat reben el nom de barnetegi (pronunciat "barnetegui").

## Etimologia del terme
El terme euskaltegi està compost per les paraula basca euskal, que al·ludeix a la "llengua basca" i -tegi que indica "lloc", en conseqüència, el terme es pot traduir com el "lloc del basc". Barnetegi està compost per barne que vol dir "intern" i es podria traduir com "lloc d'interns".